# 奥兰多·莱特列尔
马科斯·奥兰多·莱特列尔·德尔·索拉尔（西班牙語：Marcos Orlando Letelier del Solar，1932年4月13日—1976年9月21日），是智利政治家、经济学家，曾担任智利外交部长、内政部长、国防部长。1973年智利政变后流亡委内瑞拉，1976年遭到奥古斯托·皮诺切特军政府派出的特工安装汽车炸弹袭击身亡。